# بروس هنتر (شاعر)
بروس هنتر (بالإنجليزية: Bruce Hunter)‏ (1952، كالغاري في كندا)؛ شاعر وروائي كندي.